# Kelly Santos
Kelly Santos, född den 10 november 1979 i Sao Paulo, Brasilien, är en brasiliansk basketspelare som var med tog OS-brons 2000.